# Dubbel zes (film)
Dubbel zes is een Nederlandse romantische komedie uit 2025 geregisseerd door Jonathan Elbers. De film is gebaseerd op het gelijknamige boek van Daphne Deckers en ging op 3 april 2025 in première.

## Verhaal
De film volgt de verwende chaoot Annabel, die het voor elkaar krijgt om in één nacht bijna alles te verliezen dat ze heeft; haar erfenis, haar huis en haar relatie. Tot overmaat van ramp eindigt ze daar bij ook een avond in de gevangenis. Dan dringt het tot Annabel door dat ze aan de slag moet en zichzelf moet veranderen. Hierbij stapelen de problemen zich op en moet ze uiteindelijk de keuze maken tussen twee mannen en twee van haar eigen identiteiten.

## Rolverdeling
| acteur              | personage                |
| ------------------- | ------------------------ |
| Abbey Hoes          | Annabel                  |
| Jim Bakkum          | Jan Roet                 |
| Ryan Bown           | Travis Bing              |
| Carl Spencer        | Vinnie Ramirez           |
| Soumaya Ahouaoui    | Puck                     |
| Victoria Koblenko   | Antoinette               |
| Sinan Eroglu        | Marvin                   |
| Emma Deckers        | Marloes                  |
| Shelley Bos         | Aurélie                  |
| Niek Roozen         | Pepijn                   |
| Stefan de Walle     | Aernout                  |
| Ricky Koole         | Jolijn                   |
| Tjebbo Gerritsma    | Floris                   |
| Victor Löw          | Jan Meijer               |
| Sem Ben Yakar       | Thies                    |
| Sijtze van der Meer | hotelmedewerker          |
| Margje Wittermans   | politieagent             |
| Paul Rigter         | medewerker politiebureau |
| Juneoer Mers        | agent                    |
| Vincent Knuever     | chauffeur                |
| Daphne Deckers      | gespreksleider           |
| Farja Farvardin     | journalist               |

## Achtergrond
De film werd geregisseerd door Jonathan Elbers en geproduceerd door Marcel de Block, Tom de Mol en Marin van den Berg. Het scenario van de film werd geschreven door Gerben Hetebrij en is gebaseerd op het gelijknamige boek uit 2019 van Daphne Deckers. De opnames van de film vonden rond mei 2024 plaats, onder andere in Andijk. Hoofdrollen in de film waren weggelegd voor onder anderen Abbey Hoes, Jim Bakkum, Ryan Bown, Carl Spencer en Soumaya Ahouaoui.

## Release
Op 30 januari 2025 werd de eerste trailer van de film uitgebracht. Dubbel zes werd vervolgens door distributeur Dutch FilmWorks op 3 april 2025 in de Nederlandse bioscopen uitgebracht. Voor de internationale markt verscheen de film in mei 2025 onder de Engelse titel Out of Luck, bij Marché du Film tijdens het Filmfestival van Cannes.